# Jūrā Kolā
Jūrā Kolā (persiska: جورا كلا) är en ort i Iran.   Den ligger i provinsen Mazandaran, i den norra delen av landet, 130 km nordost om huvudstaden Teheran. Antalet invånare är 959.
Terrängen runt Jūrā Kolā är platt. Runt Jūrā Kolā är det ganska tätbefolkat, med 155 invånare per kvadratkilometer. Närmaste större samhälle är Āmol, 16,0 km söder om Jūrā Kolā. Trakten runt Jūrā Kolā består till största delen av jordbruksmark.